# 弗莱曲霉
弗莱曲霉（学名：Aspergillus flaschentraegeri）是属于散囊菌目发菌科曲霉属的一种真菌，可生长在土壤等基物上。该种分布于台湾等地。